# Маргарет Різ Тейлор
Маргарет Різ Тейлор (англ. Margaret Reese Taylor, 1916–1996) — американська благодійниця та волонтерка у Музеї природної історії округу Лос-Анджелес. 

## Біографія
Маргарет Різ Тейлор керувала командою з 215 добровольців в зоопарку Лос-Анджелеса і була президентом Асоціації зоопарку Лос-Анджелеса. Вона створила Науковий фонд Тейлор, а також спонсорувала експедицію до південно-західної Африки в 1972 році, вона була важливим спонсором експедиції Тейлор південних морів у 1979 році. Експедиція вирушила з Музею природної історії Лос-Анджелеса для вивчення кажанів архіпелагу Бісмарка і Соломонових островів. Додаткова експедиція була відправлена в 1981 році.

## Вшанування
Названий на честь Маргарет Різ Тейлор кажан Hipposideros maggietaylorae проживає на Новій Британії, Новій Ірландії та Папуа-Новій Гвінеї.